# John Carteret
Pour les articles homonymes, voir Carteret.
John Carteret, aussi connu sous John de Carteret, Lord Carteret ou Lord Granville (né au manoir de Saint-Ouen, Jersey le 22 avril 1690, mort à Londres le 22 janvier 1763) est un homme d'État britannique. Opposant vigoureux à Robert Walpole, premier Premier ministre de Grande-Bretagne, il laissa une forte empreinte au Parlement de Grande-Bretagne de par son éloquence et sa rhétorique.
Généralement dénommé Lord Carteret, il est ensuite connu sous le titre de Lord Granville après le décès de sa mère en 1744.

## Famille
Fils de George de Carteret (1667-1695), 2e baronet Carteret de Haynes et 1er baron Carteret de Hawnes (1681) et de lady Grace Granville (3 septembre 1654-18 octobre 1744) 1re vicomtesse Carteret et comtesse Granville (1715), fille de John Granville, 1er comte de Bath.
La famille Carteret est originaire des îles Anglo-Normandes. Elle participa activement à la Première Révolution anglaise aux côtés du roi Charles Ier d'Angleterre et du prince de Galles, futur Charles II d'Angleterre. Pour sa fidélité et sa loyauté, son arrière-grand-père, l'amiral George de Carteret obtint les charges de vice-chancelier et de Trésorier de l'Amirauté, et fut largement possessionné en terre dans les Amériques. Il reçut des terres sur la côte est de l'Amérique, devenues l'État du New Jersey, 1/8e des Carolines (état actuel de Caroline du Nord et du Sud) et 1/6e des Barbades.
Grace Granville est l'arrière-petite-fille de l'amiral de sa majesté la reine Élisabeth Ire d'Angleterre, Sir Richard Granville ou Grenville (1541-31 août 1591), resté célèbre pour la défaite qu'il infligea à la flotte espagnole au large des Açores lors de la bataille des Fleurs. Le père de Grâce, Lord John Granville (1628-1701) négocia le retour de Charles II en Angleterre en 1660 après la chute du Commonwealth. Il fut fait Comte de Bath et de Thorigny, baron de Granville et de Bideford.
John Carteret hérite, au décès de son cousin Charles de Carteret (1679, Jersey - 1715, abbaye de Westminster, Londres), 2e baronet de Carteret, du manoir de Saint-Ouen à Jersey et de l'île de Sercq. Cette dernière est vendue en 1720. Il reçoit également la charge de bailli de Jersey.

## Enfance
John Carteret fut éduqué à Westminster School puis Christ Church (Oxford) (1697-1709). Il entre à l'université d'Oxford en 1709 où il rencontre Jonathan Swift qui devient un grand ami et un important soutien politique. Doué pour les études, il parle six langues, latin, grec mais également le français, l'italien et l'allemand. Il tire un grand avantage de ce don dans sa carrière politique, notamment de l'allemand lorsque George Ier de Grande-Bretagne, prince-électeur de Hanovre, devient roi d'Angleterre en 1714 au décès de la Reine Anne Ire de Grande-Bretagne.
Au décès de son père en 1695, il lui succède à la Chambre des lords. N'ayant que 5 ans en 1695, il est éduqué par ses cousins Lord John Granville de Potheridge (1665-1707) jusqu'en 1707, puis par lord George Granville (1667-1735), baron de Lansdowne et de Bideford. Ce dernier a une forte influence sur le début de sa carrière politique.
Le 17 octobre 1710 au château de Longleat, Carteret se marie avec Lady Frances Worsley, petite-fille du 1er vicomte Weymouth. Tous deux sont reconnus majeurs et prennent place à la Chambre des lords le 25 mai 1711.
En 1714, Carteret reçoit sa première charge, comme gentilhomme de la Chambre du roi George Ier, puis lord-lieutenant du Devonshire en 1716.

## Diplomatie et politique
De par son tuteur, Lord George Granville, Carteret est rattaché au parti jacobite et à la maison de Stuart. Mais il reste un fervent soutien de la maison de Hanovre. Cela ne l'empêche pas d'être un grand ami de James Stanhope, 1er comte Stanhope et chef du parti Whig ainsi que de Charles Spencer (3e comte de Sunderland). Il prend d'ailleurs une part importante pour déjouer la conspiration jacobite menée par Henry St John, vicomte Bolingbroke, au décès la reine Anne et défend activement le « Septennial Act » permettant ainsi à la famille de Hanovre d'accéder au trône d'Angleterre.
Carteret a surtout mené une carrière dans la diplomatie. Il est nommé ambassadeur en Suède en 1719. Il négocie habillement plusieurs traités pour la Baltique, mettant fin à la guerre du Nord (1700-1721) entre la Suède et la Russie d'une part, et le Danemark et le Hanovre d'autre part. Il obtient ainsi pour l'Angleterre la libre circulation de sa flotte de commerce. Durant sa charge d'ambassadeur, Carteret acquiert une grande connaissance des affaires diplomatiques européennes, rencontrant Pierre Ier de Russie, Ulrique-Éléonore de Suède, Frédéric IV de Danemark et Frédéric-Guillaume Ier de Prusse.
De retour en Angleterre, avec la charge de Secrétaire d'État aux Affaires du Sud, il se trouve mêlé aux intrigues du Parlement et à l'opposition de Robert Walpole. Ce dernier ne supporte pas les conversations privées en allemand entre George Ier et Carteret. En 1723, Carteret est alors accusé de participer au complot d'Atterbury (en) voulant rétablir le « Prétendant », descendant des Stuart. Des lettres du Prétendant sont retrouvées chez Lord Sunderland, chef du gouvernement. Le gouvernement est alors démis, un conspirateur est exécuté et Lord Bolingbroke doit s'exiler en France. Ne pouvant accuser Carteret, Walpole prend prétexte des agitations en Irlande pour l'exiler à Dublin et utiliser ses qualités de diplomate dès 1724. Il ne le fera revenir qu'en 1730.
Dès ces premiers mois en Irlande, il doit régler la crise des drapiers, à la suite d'une lettre écrite par Jonathan Swift (Draper's Letters). Le nouveau vice-roi règle rapidement le problème en conciliant les intérêts des Irlandais et des Anglais, avec le soutien de son ami Jonathan Swift. Ce dernier soutient par la suite la politique de Carteret en Irlande et en Angleterre, ne se privant pas d'un petit pamphlet de temps en temps à l'encontre de Robert Walpole. Les Voyages de Gulliver est en partie dédicacé à John Carteret.
De 1730 à 1742, de retour en Angleterre, Carteret mène l'opposition à la Chambre des lords aux côtés de son ami Pultney qui siège à la Chambre des communes.
Lors de la guerre de Succession d'Autriche, Carteret prend parti pour Marie-Thérèse Ire de Hongrie (Marie-Thérèse d'Autriche) contre le parti franco-prussien, soutenu par Walpole et le cardinal de Fleury. Walpole refuse d'entraîner l'Angleterre dans une guerre qu'il estime ne pas concerner l'Angleterre. George II, électeur de Hanovre, n'apprécie guère cette position et rappelle Carteret au Secrétariat d'État aux Affaires du Nord en 1742. En réalité, il exerce les fonctions de Premier ministre. L'Angleterre rentre donc en guerre contre la France. L'Angleterre semble plutôt victorieuse au début du conflit. Carteret accompagne le roi George II à la bataille de Dettingen en 1743. Usant de diplomatie, il trouve un accord entre Frédéric II de Prusse et Marie Thérèse d'Autriche, tout en écartant la France (traité de Worms en septembre 1743). Mais l'opposition grandit au Parlement, menée par William Pitt l'Ancien, 1er comte de Chatham. Ce dernier reproche à Carteret d'entraîner l'Angleterre dans une guerre coûteuse qui ne concerne que le Hanovre. À la suite de quoi une forte opposition au Parlement contraint Carteret à la démission (1744), la lourde défaite infligée par les Français, l'année suivante, à l'armée pragmatique (principalement des Anglo-Hanovriens) à la bataille de Fontenoy finissant par avoir raison de sa politique.

Le traité de Worms ne concernait pas Frédéric II, contrairement au traité de Breslau (ou de Berlin), du 13 juin 1742 (ratifié à Berlin le 28 juillet) qui retirait le roi de Prusse de l'alliance française et lui donnait la quasi-toyalité de la Silésie (sauf Teschen). Le traité de Worms est un autre triomphe de Carteret qui négociait, moyennant des cessions de territoires (Angera, Oltrepo, Plaisance, le Vigevanese) l'alliance de l'Autriche et du Piémont-Sardaigne.
En 1746, le roi étant de nouveau opposé à la politique menée par le Parlement défait son gouvernement et rappelle Carteret pour former un gouvernement favorable à la politique royale. Carteret ne trouve personne pour rejoindre son gouvernement. De plus, Pultney ayant été fait marquis de Bath a rejoint la Chambre des lords. Carteret n'a plus de soutien à la Chambre des communes et doit abandonner. Ce sera la dernière tentative de la couronne britannique pour imposer son propre gouvernement. Ce sera également la dernière action politique majeure pour Carteret, qui se retire des affaires.

## Vie privée
Carteret a hérité de nombreux territoires aux Amériques, notamment 1/8e de la province des Carolines. Ce territoire avait été donné par Charles II en pleine possession. En 1727-1728, la couronne britannique voulant renforcer sa position en Amérique demande aux différents propriétaires de restituer ces territoires à l'autorité britannique tout en gardant la jouissance des biens. Tout d'abord, Carteret refuse de restituer ses possessions. En 1729, il accepte moyennant une compensation par l'extension de ses biens. Il recevra un territoire compris entre la côte est, le parallèle 36°30 et 35°34, jusqu'au Mississippi (le Nord de la Caroline du Nord et de la Virginie). Ce territoire prendra le nom de Granville Grant. Les comtés de Granville et de Carteret en Caroline du Nord nous rappellent l'existence de cet ancien territoire.
En juin 1743, son épouse, Frances Worsley, décède en Hanovre durant la guerre de Succession d'Autriche. Elle est inhumée à l'abbaye de Westminster lors de funérailles nationales. Carteret se remarie quelques mois après en avril 1744 avec une femme de 30 ans sa cadette, choquant la société londonienne. De Lady Sophia Fermor (1721-1745), fille de Lord Pomfret, il a une fille, Sophia, mariée à William Petty FitzMaurice (1737-1805), 1er marquis de Lansdowne, deuxième comte de Shelburne et Premier ministre.
De sa première épouse, il a un garçon, Robert de Carteret, sans postérité et quatre filles :
- Grace (1713-1756), épouse en 1729 Lionel Tollemache (1708-1770), 4e comte de Dysart.
- Georgiana (1716-1780), épouse de John Spencer, mère du 1er comte Spencer. Elle épousera en secondes noces William Cowper, 2e comte Cowper.
- Louisa (1714-1736), épouse de Thomas Thynne (1710-1751), 2e vicomte Weymouth et baron Thynne, mère de Thomas (1734-1796), 1er marquis de Bath, et de Henry, Baron Carteret,
- Frances, épouse de John Hay (1695-1762), 4e marquis de Tweedale.

Le 18 octobre 1744, Carteret devient comte Granville et vicomte Carteret au décès de sa mère, surnommée le « Vieux Dragon » ou la « Reine Mère », surnom donné à cause de son caractère et de l'influence qu'elle avait à la Cour.

## Dernières années
Les dernières années de sa vie, Carteret les consacre à la littérature, les traductions de textes grecs et le vin de Bourgogne. Il est appelé auprès du Roi en 1751 pour présider le Conseil de Sa Majesté. En 1756, Thomas Pelham-Holles lui propose de prendre la charge de Premier ministre contre William Pitt l'Ancien. Carteret refuse et soutient Pitt. Carteret annonce même publiquement que Pitt est le seul à pouvoir assumer la charge de Prime Minister.
Il est fait chevalier de l'ordre de la Jarretière en 1757. Quelques jours avant son décès, William Pitt lui confie le préambule du traité de Paris. Ce traité met fin à la désastreuse guerre de 7 ans pour la France, qui doit céder à l'Angleterre, le Québec, Saint-Louis, la Louisiane (sauf la Nouvelle-Orléans) et la Nouvelle-France. Il décède dans sa maison d'Arlington Street à Londres le 22 janvier 1763, puis est inhumé à l'abbaye de Westminster, lors de funérailles nationales.

## Descendance
Descendance de John Carteret (1690-1763), comte Granville et vicomte Carteret.
```
John Carteret (
1690
-
1763
)
x 
1711
 Frances Worsley (
1694
-
1743
)
│
├──> 
Robert de Carteret
 (
1721
-
1776
) — comte Granville — sans postérité
│    
├──> Georgiana (1716-1780)
│    x  John Spencer (1707-1745), 
6
e
 
comte
 Sunderland et vicomte Althorp
│    │
│    ├──> John Spencer (1734-1784), 
1
er
 
comte
 Spencer et vicomte Althorp
│    │    x Georgiana Spoyntz — dont postérité
│    │
│    x (1750) William Cowper (1709-1764), 
2
e
 
comte
 Cowper, comte de Granthan, baron Dingwall, Butler et Clavering.
│    │
│    └──> Caroline († 1773)
│          x Henry Seymour  
│
├──> Frances
│    x John Hay (1695-1762), 
4
e
 
marquis
 de Tweedale, secrétaire d'État — dont postérité
│     │
│     └──> George (1758-1770), 
5
e
 
marquis
 de Tweedale — sans postérité
│
├──> Louisa (1714-1736)
│    x Thomas Thynne (1710-1751), 
2
e
 
baron
 Thynne de Longleat et 
2
e
 
vicomte
 Weymouth
│    │
│    └──> 
Thomas Thynne
 (1734-1796), 
3
e
 
baron
 Thynne et vicomte Weymouth, 
1
er
 
marquis
 de Bath
│    │      x Elizabeth Cavendish-Bentinck († 1825), duchesse de Devonshire — dont postérité
│    │
│    └──> Henry Frédérick († 1826), 
1
er
 
baron
 Carteret-Thynne — sans postérité.
│      
└──> Grace (1713-1756)
          x (1729) Lionel Dysart, chevalier
```

```
 

x 
1744
 Sophia Fermor (
1721
-
1744
)
│
└──> Sophia (1745)
            x 
1765
 
William Petty Fitzmaurice
 (1737-1805), 
2
e
 
comte
 de Shelburne, 
1
er
 
marquis
 de Lansdowne 
           │
           └──> John Petty Fitzmaurice († 1809), 
3
e
 
comte
 de Shelburne, 
2
e
 
marquis
 de Lansdowne
```